# Espgaluda II
Espgaluda II (エスプガルーダII?, Esupugarūda II) è un videogioco sparatutto sviluppato dalla Cave, ed è il sequel di Espgaluda, che a sua volta era il prequel di ESP Ra.De.. Il videogioco, uscito per Arcade nel 2005, è stato convertito per varie console negli anni successivi. La versione per Xbox 360 pubblicata esclusivamente in Giappone il 25 febbraio 2010 si intitola Espgaluda II Black Label. La colonna sonora del gioco è stata composta da Manabu Namiki e Mitsuhiro Kaneda e pubblicata dalla Cave.